# Paul Ducommun
Pour les articles homonymes, voir Ducommun.
Paul Ducommun, né le 21 février 1845 à La Chaux-de-Fonds et né le 10 mars 1915 à Neuchâtel, est un ingénieur et homme politique suisse, membre du Parti radical-démocratique.

## Biographie
Paul Ducommun est le fils d'un négociant, Louis Ulysse Ducommun, et de Fanny Sandoz. Il effectue des études à l'École polytechnique fédérale de Zurich où il obtient un diplôme en 1864. Après quelques années à Mulhouse, il revient en Suisse et dirige avec Eugène Mauler la fabrique d'ébauches de Travers dès 1870. Dix ans plus tard, il reprend l'ensemble de l'entreprise, qu'il renomme Paul Ducommun et Cie. Il reste à sa tête jusqu'en 1892.
Parallèlement à son activité professionnelle, Paul Ducommun, membre du Parti radical-démocratique, est élu au Grand Conseil du canton de Neuchâtel en 1874 et y reste pendant trente ans. De 1887 à 1890, il est également brièvement Conseiller national.
Il siège au conseil d'administration de la Banque cantonale neuchâteloise.